# Аср

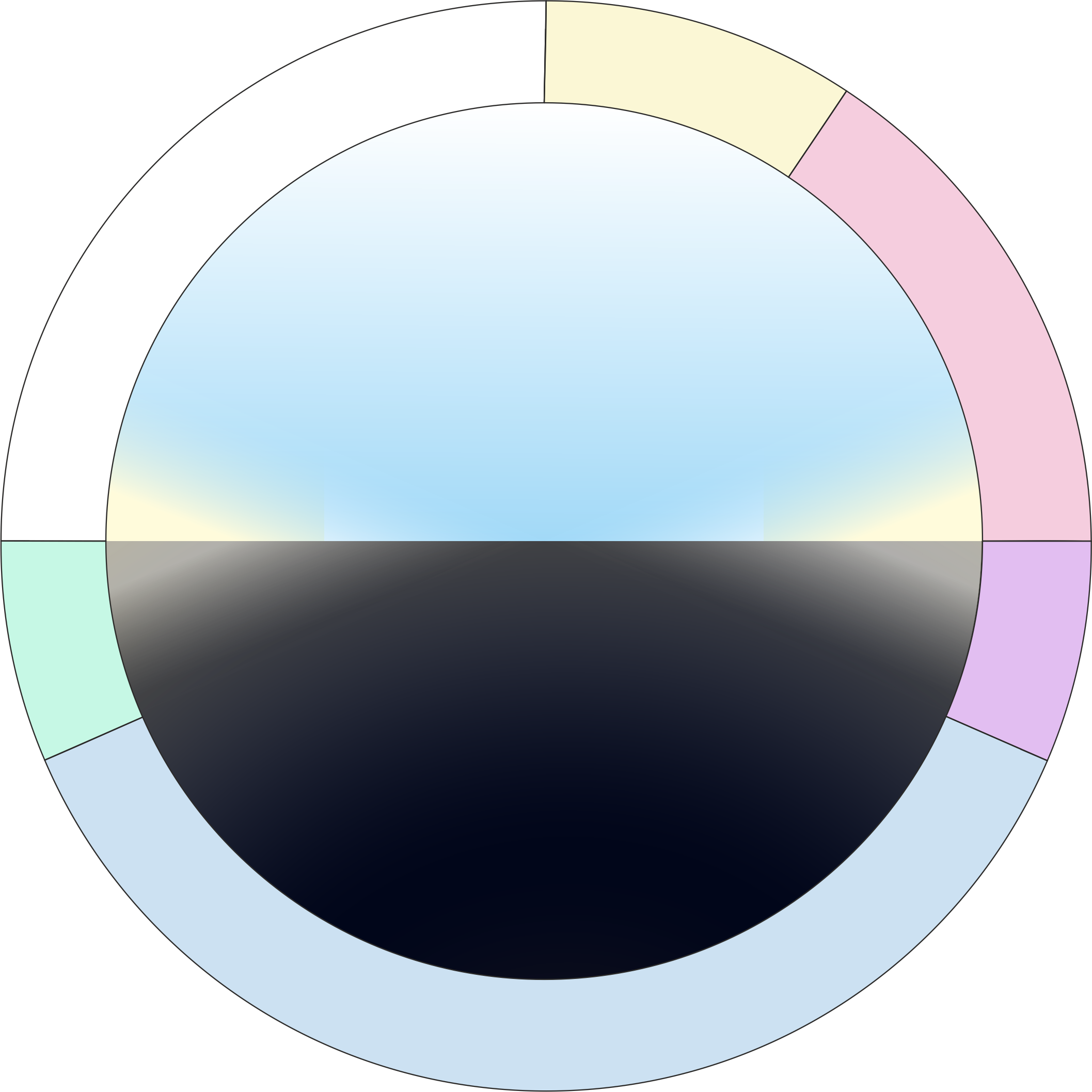
Иша
Фаджр
Зухр
Аср
Магриб

Аср (араб. صلاة العصر‎ —  послеполуденная молитва‎) — у мусульман, послеполуденные часы, а также четырёхракаатная обязательная молитва, которая совершается в это время. Время для этого намаза начинается сразу после окончания времени полуденного намаза.
Это третья по счету из пяти обязательных молитв, которые в совокупности составляют второй из пяти столпов ислама. Молитва Аср упоминается в 238 аяте суры аль-Бакара:

Оберегайте намазы, и особенно, средний (послеполуденный) намаз. И стойте перед Аллахом смиренно. 

Оригинальный текст (ар.)حَافِظُوا عَلَى الصَّلَوَاتِ وَالصَّلَاةِ الْوُسْطَىٰ وَقُومُوا لِلَّهِ قَانِتِينَ—  2:238 (Кулиев)
В названии и первом аяте 103-й суры Корана упоминается время этого намаза.

## Время совершения Аср
Срок, в течение которого должен быть выполнен Аср:
- время начала незначительно различается в разных правовых школах. В ханафитском мазхабе доминирует положение о том, что время молитвы аср начинается, когда длина тени объекта в два раза превышает высоту объекта. Согласно же шафиитскому, маликитскому и ханбалитскому мазхабам, время молитвы аср начинается, когда тень объекта достигает высоты этого объекта[2];

- время молитвы аср заканчивается перед наступлением вечерней молитвы магриб, когда солнце зашло за горизонт. Тем не менее считается нежелательным (и греховным в маликитском мазхабе) задерживать совершение молитвы без уважительной причины до того, как солнце в конце дня окрасится в бледно-красный или оранжевый цвет, хотя время намаза будет считаться ещё не истекшим.